# U 3514
U 3514 war ein deutsches U-Boot der U-Boot-Klasse XXI. Es gehörte zu den neu entwickelten und zu Kriegsende noch gebauten Elektro-U-Booten mit 57 Mann Besatzung. Die Kiellegung fand am 21. August 1944 auf der Schichau-Werft in Danzig statt.
Der am 12. Juni 1922 in Burg geborene Günther Fritze wurde mit der Indienststellung dieses Unterseebootes am 12. Dezember 1944 dessen Kommandant und blieb es bis zum 5. Mai 1945. Vom 6. Mai 1945 bis zum 8. Mai 1945 war der Kapitänleutnant Klaus Willeke (* 16. Februar 1919; † 2. Januar 2011) der Kommandant von U 3514. Zum Kriegsende war Friedrich Elchlepp auf dem U-Boot als Wachoffizier im Range eines Oberleutnants zur See eingesetzt.
U 3514 gehörte nach Indienststellung ursprünglich zur 8. Ausbildungs-Flottille, die im Juni 1941 unter dem Kommando des damaligen Kapitänleutnants Wilhelm Schulz aufgestellt wurde, und  vom 16. Februar 1945 bis zum 8. Mai 1945 zur 5. Flottille (Ausbildung). U 3514 wurde nicht mehr zu Kampfeinsätzen, sogenannten Feindfahrten, verwendet. U 3514 beteiligte sich am Kriegsende an der Evakuierung von Verwundeten und Flüchtlingen. Beispielsweise nahm dieses U-Boot im Februar und März 1945 in Hela Kriegsversehrte und Frauen mit Kindern auf und brachte sie nach Travemünde. Kapitänleutnant  Willeke kapitulierte am 8. Mai 1945 in Bergen (Norwegen), und die Besatzung von U 3514 kam in britische Gefangenschaft. Das U-Boot wurde am 29. Mai 1945 nach Loch Ryan (Westschottland) verlegt und am 12. Februar 1946 als letztes im Rahmen der militärischen Operation Deadlight versenkt. Das Wrack liegt in einer Tiefe von 600 Metern.